# Grårocka
Grårocka (Rostroraja alba) är en broskfisk tillhörande familjen egentliga rockor som finns i östra Atlanten och västra Indiska oceanen.  

## Utseende
Grårockan är en stor rocka som kan bli upptill 230 cm för hanar och 202 cm för honor. Den är ljusgrå på ovansidan med en blå- till brunaktig anstrykning och ofta vita prickar. Undersidan är vitaktig, och kan ha mörka fläckar. Ungarna är rödbrunaktiga på ovansidan, gärna med blå fläckar, och undersidan vit med smutsgrå kanter. Stjärten har tre rader med kraftiga hudtänder

## Vanor
Arten är en bottenfisk som lever på relativt kustnära bottnar täckta med sand eller näringsrik gyttja på djup mellan 30 och 600 m, vanligen 50 till 500 m. Den lever av fiskar, både benfiskar och andra broskfiskar, krabbor, räkor, pungräkor, bläckfiskar och även fiskrens.

### Fortplantning
Grårockan blir könsmogen vid en längd på 120 cm för honor och 130 för hanar. Som många rockor är arten äggläggande, dock med tydlig parning med omfamning. Honan föredrar sand- eller dybotten för sin äggläggning, och lägger där årligen mellan 55 och 155 avlånga äggkapslar, 12,5 till 18,3 cm långa och 10 till 14 cm breda och med spetsiga horn i hörnen.

## Utbredning
Utbredningsområdet omfattar östra Atlanten från södra Brittiska öarna via Medelhavet och Svarta havet till Sydafrika och västra Indiska oceanen från Sydafrika till centrala Moçambique.

## Status
Arten är klassificerad som starkt hotad ("EN"), underklassifiering "A2cd+4cd" av IUCN, och beståndet minskar. Främsta orsaken är överfiskning.